# Saint-Gérand
Saint-Gérand é uma comuna francesa na região administrativa da Bretanha, no departamento Morbihan. Estende-se por uma área de 18,15 km². Em 2010 a comuna tinha 1 155 habitantes (densidade: 63,6 hab./km²).